# (2013) Tucapel
(2013) Tucapel (1971 UH4) – planetoida z pasa głównego asteroid okrążająca Słońce w ciągu 3,47 lat w średniej odległości 2,29 au. Odkryta 22 października 1971 roku.